# Daniele Tei
Daniele Tei (Perugia, 30 giugno 1946 – Trevignano Romano, 17 settembre 2011) è stato un generale italiano, già Capo di Stato Maggiore dell'Aeronautica Militare.

## Biografia
Dopo aver frequentato i corsi normali dell'Accademia Aeronautica con il corso "Drago III" tra il 1965-1968, nel 1970 ha conseguito il brevetto di pilota militare presso la scuola aviogetti di Amendola.

### Incarichi ricoperti
- 1970/1975 2º Stormo (Treviso) pilota del 103º gruppo;
- 1975/1977 Accademia Aeronautica di Pozzuoli Ufficiale Addetto all'inquadramento degli Allievi della 2ª Classe dei Corsi Regolari;
- 1977/1983 3º Stormo di Villafranca (Verona) pilota di F104G; comandante del 132º Gruppo Volo e successivamente Capo Ufficio Operazioni di Stormo;
- 1983/1984 Comandante della 1ª e 2ª Classe dei Corsi Regolari Accademia Aeronautica
- 1984/1988  - 4º Reparto “Logistica” Capo della Sezione Ricerca e Sviluppo Armamenti Stato Maggiore Aeronautica
- 1988/1989 Comandante del 37º Stormo di Trapani Birgi, reparto equipaggiato, in quel periodo,  con velivoli F104ASA;
- 1989/1993 - 1º Reparto Capo Ufficio Ordinamento e, successivamente Capo Ufficio Impiego Personale militare dell'A.M. Stato Maggiore Aeronautica
- 1993/1996 promosso generale di brigata aerea nel 1993: ricopre per due anni l'incarico di Comandante del Poligono sperimentale e di addestramento interforze di Salto di Quirra in Sardegna;
- 1996/1998 - Capo 2º Reparto Informazioni e Capo 3º Reparto Operazioni e Addestramento Stato Maggiore Aeronautica
- 1998/2001 promosso generale di divisione nel 1998 - Direttore della neocostituita Direzione per l'impiego del personale militare dell'Aeronautica;
- 2001/2003 Accademia Aeronautica di Pozzuoli Comandante della Divisione Formazione Ufficiali;
- 2003/2005 promosso generale di squadra aerea nel 2003 viene nuovamente assegnato alla Direzione per l’Impiego del Personale Militare dell’Aeronautica dove assolve l'incarico di Direttore;
- 2005/2007 Comandante delle Scuole dell'Aeronautica Militare all'epoca comando dislocato sull'aeroporto di Guidonia;
- 2007/2008 Comandante della Squadra Aerea.

Dal 30 gennaio 2008 al 24 febbraio 2010 ha ricoperto l'incarico di Capo di Stato Maggiore dell'Aeronautica Militare, quando è stato posto in quiescenza.
Ha conseguito la laurea in Scienze Aeronautiche presso l'Università degli Studi di Napoli Federico II.
Al suo attivo circa 2.800 ore di volo su 13 diversi tipi di velivolo, delle quali circa 2000 su aviogetto; come pilota militare ha conseguito la qualifica di Istruttore di Tiro e Tattiche Aeree.
Daniele Tei è deceduto a Trevignano Romano il 17 settembre 2011. Le esequie si sono svolte lunedì 19 settembre 2011 presso la Basilica di San Lorenzo fuori le mura a Roma. In tale circostanza il generale Domenico Mazza ha ricordato, a nome del corso "Drago III", il generale Tei.